# Gaiadendron macranthum
Gaiadendron macranthum är en tvåhjärtbladig växtart som beskrevs av Ellsworth Paine Killip. Gaiadendron macranthum ingår i släktet Gaiadendron och familjen Loranthaceae. Inga underarter finns listade i Catalogue of Life.